# Ośrodek Zapasowy Artylerii Lekkiej nr 7
Ośrodek Zapasowy Artylerii Lekkiej Nr 7 – oddział artylerii Wojska Polskiego II RP z okresu kampanii wrześniowej.
Ośrodek Zapasowy Artylerii Lekkiej nr 7 nie występował w pokojowej organizacji Wojska Polskiego. Był jednostką formowaną zgodnie z planem mobilizacyjnym „W” w Kielcach , w II rzucie mobilizacji powszechnej, w czasie X+6. Jednostką mobilizującą był 17 pułk artylerii lekkiej..

## Historia i formowanie
W ramach mobilizacji powszechnej w jej II rzucie z kadry i nadwyżek rezerwistów oraz żołnierzy służby czynnej: 17 pułku artylerii lekkiej, 14 pułku artylerii lekkiej i 25 pułku artylerii lekkiej, miał być zmobilizowany Ośrodek Zapasowy Artylerii Lekkiej nr 7. Ośrodek ten miał za zadanie przeszkolenie uzupełnień i formowanie baterii marszowych drugiej serii, dla jednostek zmobilizowanych przez 14, 17 i 25 pal.
Etat OZAL nr 7 według planu mobilizacyjnego przewidywał:
- dowództwa ośrodka zapasowego
- bateria gospodarcza
- 1 bateria armat typu A
- 2 bateria armat typu A
- 1 bateria haubic typu A
- 1 bateria armat typu B
- 2 bateria armat typu B
- 1 bateria haubic typu B
- bateria łączności[2]

Dowódcą ośrodka został mianowany ppłk st. spocz. Platon Mikeładze, zastępcą mjr Marian Borzysławski. Zgodnie z planem ośrodek miał być formowany w oparciu o nadwyżki kadry i rezerwistów pozostałe po zmobilizowaniu pułków artylerii lekkiej i innych pododdziałów przez nich zmobilizowanych, stacjonujących na terenie Okręgu Korpusu nr VII. Sprzęt i uzbrojenie dla formowanego ośrodka było z zasobów 14, 17, 25 pal, a także zdeponowane w Kielcach. Kadrę i rezerwistów ośrodka stanowiły Oddziały Zbierania Nadwyżek 14, 17 i 25 pal. Mobilizację rezerwistów dla ośrodka rozpoczęto od 31 sierpnia 1939 w Kielcach. Jako pierwszy do Kielc dotarł Oddział Zbierania Nadwyżek 14 pal. Powstał po zmobilizowaniu pułku i pozostałych pododdziałów przewidzianych planem mobilizacyjnym. Wszystkie nadwyżki osobowe, wyposażenia, koni i broni, zostały załadowane do transportu kolejowego 27 i 28 sierpnia i zostały wysłane 28 sierpnia do miejsca mobilizowania Ośrodka Zapasowego Artylerii Lekkiej nr 7. Początkowo ośrodek miał stacjonować i formować się w Kielcach w koszarach 2 pułku artylerii lekkiej Legionów. Z uwagi na to, że w koszarach miały się mobilizować w ramach mobilizacji powszechnej II i III dywizjony 55 pułku artylerii lekkiej, mobilizację Ośrodka Zapasowego Artylerii Lekkiej nr 7 przeniesiono do Chęcin. Do Kielc i do Chęcin dotarły też przed wybuchem wojny grupy kwaterunkowe z OZN 17 pal pod dowództwem ppor. Edwarda T. Gutkinda i z OZN 25 pal. OZN 14 pal w momencie przybycia do Chęcin 30 sierpnia liczył 6 oficerów, 4 podchorążych i około 300 szeregowych. Dowódcą OZN 14 pal był kpt. Jan Rojek. W dniu 1 września OZN 14 pal w Chęcinach został zbombardowany; nalot nie wyrządził szkód. Ze względu na to, że do Kielc nie dotarły OZN 17 pal i OZN 25 pal, tylko OZN 14 pal, stanowił on podstawę do sformowania OZAL nr 7. Od 31 sierpnia prowadzono na miejscu mobilizacje rezerwistów, koni i wozów. 3 września do Chęcin dotarł ppłk Jan Teuchman były dowódca 14 pal wraz z grupą 20 oficerów jako kadrą dla Ośrodka Zapasowego. Tego dnia ppłk Jan Teuchman objął faktycznie dowództwo OZAL nr 7. Ośrodek przekazał około 70 koni na potrzeby formującego się w Kielcach 55 pal.

## Działania bojowe OZAL nr 7
O zmroku 4 września OZAL nr 7 wyruszył zgodnie z rozkazem dowództwa OK nr X na wschód poprzez Kielce, Opatów, Annopol. Bez styczności z nieprzyjacielem ośrodek przeprawił się przez Wisłę i skierował się w kierunku Kraśnika. Następnie przemieścił się przez Chełm Lubelski, przeprawił się przez rzekę Bug w pobliżu Dubienki i osiągnął Kamionkę Strumiłową. W związku z rozpoczęciem tworzenia przez Naczelnego Wodza „Przedmościa rumuńskiego”, 13 września otrzymał rozkaz przejścia do Kałusza. W trakcie marszu ośrodek częściowo się rozdzielił. 16 września dotarł do Kałusza. Na wieść o agresji sowieckiej 17 września, będąca na miejscu część ośrodka podjęła marsz w kierunku granicy węgierskiej. 19 września ppłk Teuchman z większością OZAL nr 7 przekroczył granicę węgierską na Przełęczy Tatarskiej. Odłączona część ośrodka 18 września złożyła broń pod Złoczowem przed wojskami sowieckimi Rozproszone plutony i grupki żołnierzy dotarły do Łucka, skąd po marszu na zachód część dołączyła do 60 Dywizji Piechoty „Kobryń”, Samodzielnej Grupy Operacyjnej „Polesie”. Ci żołnierze wzięli udział w bitwie pod Kockiem i dzielili jej dalsze losy. 

### Działania bojowe oddziałów zbierania nadwyżek, które nie dołączyły do OZAL nr 7

#### Oddział Zbierania Nadwyżek 17 pal
Po zakończeniu mobilizacji alarmowej w koszarach pozostały nadwyżki żołnierzy, koni, sprzętu i wyposażenia. Zmobilizowane przez 17 pal nadwyżki osobowe, koni oraz pozostałe wyposażenie, broń i sprzęt pod dowództwem mjr. Mariana Borzysławskiego miały wejść w skład formowanego przez 17 pal w Kielcach Ośrodka Zapasowego Artylerii Lekkiej nr 7. W skład OZN 17 pal weszli oficerowie: kpt. Wiktor Radłowski, kpt. Edmund Opieliński, kpt. Józef Zautaszwilli, por. Paweł Szpiruk, ppor. Tadeusz Kozioł; 15 oficerów rezerwy, między innymi: ppor. rez. Tomasz Malinowski, Antoni Chmielecki, Edward Pluszczyński, 9 podchorążych II i I rocznika SPArt, ok. 500 podoficerów i szeregowców rezerwy i 100 koni. Dopiero 2 września OZN 17 pal wyjechał dwoma transportami kolejowymi z Gniezna w kierunku Kielc. Z uwagi na zniszczenia linii kolejowych i zakorkowanie ich przez stojące transporty, na stacji Czerniejewo koło Wrześni transporty wyładowano i podjęto marsz pieszo. 4 września w Koninie, gdy tam dotarł oddział, napotkano opuszczone własne transporty kolejowe, które po udrożnieniu torów zdołały tam dojechać. Po załadowaniu się do transportów kolejowych, OZN 17 pal dojechał do Chojny, w odległości 3 km na wschód od Koła. Tam 6 września ponownie oddział wyładował się i pomaszerował pieszo w kierunku Warszawy, z uwagi na odcięcie drogi do Kielc przez pancerno-motorowe oddziały niemieckie. Marsz pod dowództwem por. Pawła Szpiruka odbywał się w dwóch grupach: pieszej, w której mniejszości narodowe – głównie Niemcy – stanowiły 40%, oraz grupy konnej z taborem. W rejonie Łowicza dołączył pododdział wartowniczy ochrony koszar 17 pal. Po dotarciu do Warszawy, OZN 17 pal został zgrupowany na Pradze przy ulicach Jagiellońskiej i Grochowskiej. Następnie został skierowany do Lublina, maszerował przez Rembertów, Anin i Garwolin. W Garwolinie w nocy 13/14 września OZN 17 pal dołączył do batalionu improwizowanego strzelców z OZ Strzelców z Rembertowa, pod dowództwem mjr. Edwarda Wunderlicha. Do OZN 17 pal i batalionu strzelców, dołączyły też 2 i 3 bateria 2 pal Leg. Grupa żołnierzy 17 pal uzupełniła baterię 3/2 pal i wraz z nią podjęła marsz z Garwolina na Lublin. Na południe od Garwolina, batalion z OZ Strzelców mjr Wunderlicha oraz 3 i 2 bateria 2 pal Leg. stoczyły walkę z podjazdem z niemieckiej Dywizji Pancernej „Kempf”. W trakcie walki poległ ppor. Tadeusz Kozioł. OZN 17 pal i baterie częściowo rozbito. Po walce resztki 2 baterii pomaszerowały na Lublin, tam nieliczni oficerowie i szeregowi 17 pal dołączyli do walczących oddziałów WP. Pozostałość 3 baterii wróciła do Warszawy, a wraz z nią, pod dowództwem por. Pawła Szpiruka część rozproszonego Oddziału Nadwyżek 17 pal. W Warszawie po 15 września por. Paweł Szpiruk zorganizował z pozostałości OZN 17 pal, 2 baterię artylerii, dywizjonu artylerii „Warszawa” pod dowództwem mjr. dypl. Juliusza Szostaka.    
Obsada 2 baterii artylerii    
- dowódca baterii - por. Paweł Szpiruk
- oficer zwiadowczy - ppor. rez. Antoni Chmielecki
- oficer ogniowy - ppor. rez. Tomasz Malinowski
- dowódca 1 plutonu armat 75 mm - pchor. Chabowski
- dowódca 2 plutonu haubic 100 mm - pchor. NN[11].

#### Oddział Zbierania Nadwyżek 25 pal
Po zmobilizowaniu 25 pal i oddziałów dywizyjnych, nadwyżki pułku w liczbie 600 żołnierzy pod dowództwem kpt. Bronisława Nowakowskiego i zastępcy kpt. Romana Renkawka wyruszyły 2 września transportem kolejowym z Kalisza do Kielc. Tam miały wejść w skład Ośrodka Zapasowego Artylerii Lekkiej nr 7. W trakcie jazdy transport był atakowany przez niemieckie lotnictwo na stacjach Łódź Kaliska i Opoczno, gdzie zabity został 1 żołnierz , a 7 zostało rannych. Transport nie dojechał do OZAL nr 7 w Chęcinach koło Kielc. W okolicy Końskich 6 września został rozbity podczas bombardowania przez lotnictwo niemieckie. OZN 25 pal posiadał tylko od 12 do 10 karabinków. Po wyładowaniu z rozbitego transportu pomaszerował do rejonu Radomia. W rejonie Radomia, z uwagi na zagrożenie przez niemieckie podjazdy, został podzielony na małe pododdziały, w składzie których miał maszerować w kierunku Wisły i ponownie skoncentrować się w Maciejowicach. W trakcie marszu część grup rozproszyła się, część dostała się do niemieckiej niewoli. Niewielka część przedostała się na wschodnie obszary kraju i dotarła głównie do Kowla, gdzie weszła w skład formowanej tam baterii artylerii.